# Луций Апроний Цезиан
Луций Апроний Цезиан (на латински: Lucius Apronius Caesianus) е политик, сенатор и военен на ранната Римска империя.

## Биография
Той е син на Луций Апроний (суфектконсул 8 г. и проконсул на провинция Африка през 18/21 г.).
Цезиан служи при баща си в Африка и ръководи конницата и кохортите успешно против Такфаринат и нумидите. Баща му получава затова триумф. През 32 г. става претор.
През 39 г. Цезиан става консул заедно с Гай Цезар Калигула Германик, който е само през януари консул. Суфектконсул става Квинт Санквиний Максим. Апроний е сменен в началото на юли от Авъл Дидий Гал.
Цезиан е в колегията на septemviri epulonum.